# Urodasys viviparus
Urodasys viviparus is een buikharige uit de familie Macrodasyidae. Het dier komt uit het geslacht Urodasys. Urodasys viviparus werd in 1954 voor het eerst wetenschappelijk beschreven door Wilke. 